# Línea N903 (Interurbanos Madrid)
La línea N903 de la red de autobuses interurbanos de Madrid une el intercambiador de Moncloa con Las Rozas y Monte Rozas.

## Características
Esta línea nocturna une de forma rápida la capital con Las Rozas, en un trayecto de 40 minutos aproximadamente.
La línea mantiene los mismos horarios todo el año (exceptuando las vísperas de festivo y festivos de Navidad).
Está operada por la empresa Auto Periferia mediante la concesión administrativa VCM-602 - Madrid – Las Rozas –  Villanueva de la Cañada – Quijorna (Viajeros Comunidad de Madrid) del Consorcio Regional de Transportes de Madrid.
1. ↑  «Auto Periferia - Líneas».

## Horarios
| Noches de domingo a jueves y festivos | Noches de domingo a jueves y festivos | Noches de viernes, sábados y vísperas de festivo | Noches de viernes, sábados y vísperas de festivo |
| Madrid > Monte Rozas                  | Monte Rozas > Madrid                  | Madrid > Monte Rozas                             | Monte Rozas > Madrid                             |
| 01:00                                 | 00:00                                 | 00:30                                            | 23:15                                            |
| 02:45                                 | 01:55                                 | 01:00                                            | 00:00                                            |
| 04:30                                 | 03:40                                 | 02:00                                            | 01:00                                            |
| 06:15                                 | 05:25                                 | 03:00                                            | 02:00                                            |
|                                       |                                       | 04:00                                            | 03:00                                            |
| 05:00                                 | 04:00                                 |                                                  |                                                  |
| 06:00                                 | 05:00                                 |                                                  |                                                  |

1. ↑  Continúa a Las Matas.

## Recorrido y paradas

### Sentido Las Rozas - Monte Rozas
NOTA: Las paradas en cursiva corresponden a la expedición de las 00:30.
| Código | Parada                                      | Común con                    | Conexiones con Metro y Cercanías | Municipio | Zona |
| ------ | ------------------------------------------- | ---------------------------- | -------------------------------- | --------- | ---- |
| 2419   | Moncloa (Ejército del Aire)                 | N28 N907                     | Moncloa                          | Madrid    |      |
| 1332   | Escuela Agronómica                          | N31 N901 N902 N906 N907      |                                  | Madrid    |      |
| 1334   | Palacio de la Moncloa                       | N31 N901 N902 N906 N907      |                                  | Madrid    |      |
| 1338   | Veterinaria                                 | N31 N604 N901 N902 N906 N907 |                                  | Madrid    |      |
| 6026   | Av. Padre Huidobro - Urb. Casaquemada       | N604 N907                    |                                  | Madrid    |      |
| 20230  | López Santos - C.º Viejo de Madrid          |                              |                                  | Las Rozas |      |
| 20229  | C.º Viejo de Madrid - Torreón               |                              |                                  | Las Rozas |      |
| 20152  | Alto de Las Cabañas - Cmno. Viejo de Madrid |                              |                                  | Las Rozas |      |
| 06098  | Ctra. Coruña - C.º Tomillarón               |                              |                                  | Las Rozas |      |
| 13036  | Pza. Madrid - Est. Las Rozas                |                              | Las Rozas                        | Las Rozas |      |
| 06133  | Av. Doctor Toledo - Colegio                 |                              |                                  | Las Rozas |      |
| 11088  | Av. Constitución - Ayuntamiento             |                              |                                  | Las Rozas |      |
| 09333  | Comunidad Castilla-La Mancha - Burgocentro  |                              |                                  | Las Rozas |      |
| 06173  | Comunidad Castilla-La Mancha - Av. España   |                              |                                  | Las Rozas |      |
| 06138  | Av. España - Comunidad Castilla y León      |                              |                                  | Las Rozas |      |
| 15703  | Av. España - Parque París                   |                              |                                  | Las Rozas |      |
| 15803  | Comunidad Aragón - Comunidad La Rioja       |                              |                                  | Las Rozas |      |
| 12367  | Av. Nuestra Sra. Retamar - Pza. Concordia   |                              |                                  | Las Rozas |      |
| 06513  | Av. Nuestra Sra. Retamar - Marie Curie      |                              |                                  | Las Rozas |      |
| 06413  | Av. Nuestra Sra. Retamar - Cementerio       |                              |                                  | Las Rozas |      |
| 15699  | Castillo Arévalo - Castillo Atienza         |                              |                                  | Las Rozas |      |
| 15697  | Castillo Arévalo - Castillo Peñafiel        |                              |                                  | Las Rozas |      |
| 11830  | Severo Ochoa - Pablo Neruda                 |                              |                                  | Las Rozas |      |
| 11828  | Camilo José Cela - Severo Ochoa             |                              |                                  | Las Rozas |      |
| 11824  | Camilo José Cela - J. Ramón Jiménez         |                              |                                  | Las Rozas |      |
| 09810  | Tracia - Urb. Los Jarales                   |                              |                                  | Las Rozas |      |
| 09812  | Santos - Urb. Parque de Las Matas           |                              |                                  | Las Rozas |      |
| 09814  | P.º Corinto - Urb. Señorío de Las Rozas     |                              |                                  | Las Rozas |      |
| 09815  | Av. Esparta - Darío                         |                              |                                  | Las Rozas |      |
| 09816  | Aristóteles - Polideportivo                 |                              |                                  | Las Rozas |      |
| 09818  | Aristóteles - Centro de Salud               |                              |                                  | Las Rozas |      |
| 09820  | Av. Atenas - C. C. Zoco Monterrozas         |                              |                                  | Las Rozas |      |
| 06416  | Av. Atenas - Pza. Creta                     |                              |                                  | Las Rozas |      |
| 09823  | Av. Atenas - Megara                         |                              |                                  | Las Rozas |      |
| 06417  | Av. Atenas - Micenas                        |                              |                                  | Las Rozas |      |
| 06418  | Av. Atenas - Urb. El Pinar                  |                              |                                  | Las Rozas |      |
| 06419  | Av. Atenas - El Refugio                     |                              |                                  | Las Rozas |      |
| 09413  | Av. Atenas - Escuela de Natación            |                              |                                  | Las Rozas |      |
| 06420  | Av. Atenas - Av. Mallorca                   |                              |                                  | Las Rozas |      |
| 10958  | Playa de Sitges - Av. Atenas                |                              |                                  | Las Rozas |      |
| 10959  | Playa de Sitges - Oficinas Europa           |                              |                                  | Las Rozas |      |
| 10960  | Playa de Sitges - Playa de Bolonia          |                              |                                  | Las Rozas |      |
| 11515  | Playa Las Américas - Panamá                 |                              |                                  | Las Rozas |      |
| 15462  | Panamá - Chile                              |                              |                                  | Las Rozas |      |
| 11516  | Av. Marsil - Iglesia                        |                              |                                  | Las Rozas |      |
| 06125  | Av. Marsil - Caseta de Guardia              |                              |                                  | Las Rozas |      |
| 11958  | Apeadero - Est. Las Matas                   | N602                         | Las Matas                        | Las Rozas |      |
| 11960  | Ctra. A6 - Urb. Encinar de Las Rozas        | N602                         |                                  | Las Rozas |      |
| 06111  | Gta. Urgull - Monte Ulia                    |                              |                                  | Las Rozas |      |

### Sentido Madrid (Moncloa)
| Código | Parada                                        | Común con                         | Conexiones con Metro y Cercanías | Municipio | Zona |
| ------ | --------------------------------------------- | --------------------------------- | -------------------------------- | --------- | ---- |
| 15463  | Panamá - Chile                                |                                   |                                  | Las Rozas |      |
| 11955  | Playa Las Américas - Playa Ribeira            |                                   |                                  | Las Rozas |      |
| 09803  | Ctra. A6 - Playa de Las Américas              |                                   |                                  | Las Rozas |      |
| 09805  | Ctra. A6 - Parque Europa Empresarial          |                                   |                                  | Las Rozas |      |
| 06126  | Ctra. A6 - Urb. Los Álamos                    |                                   |                                  | Las Rozas |      |
| 06421  | Av. Atenas - Playa de Sangenjo                |                                   |                                  | Las Rozas |      |
| 09827  | Av. Atenas - Centro Geriátrico                |                                   |                                  | Las Rozas |      |
| 09826  | Av. Atenas - Urb. El Pinar                    |                                   |                                  | Las Rozas |      |
| 09825  | Av. Atenas - C.º Perales                      |                                   |                                  | Las Rozas |      |
| 09824  | Av. Atenas - Paradisia                        |                                   |                                  | Las Rozas |      |
| 09822  | Av. Atenas - Pza. Creta                       |                                   |                                  | Las Rozas |      |
| 09821  | Av. Atenas - C. C. Zoco Monterrozas           |                                   |                                  | Las Rozas |      |
| 15211  | Aristóteles - Av. Atenas                      |                                   |                                  | Las Rozas |      |
| 09819  | Aristóteles - Centro de Salud                 |                                   |                                  | Las Rozas |      |
| 09817  | Aristóteles - Polideportivo                   |                                   |                                  | Las Rozas |      |
| 06414  | Av. Esparta - Júpiter                         |                                   |                                  | Las Rozas |      |
| 06415  | Av. Esparta - Séneca                          |                                   |                                  | Las Rozas |      |
| 09811  | Tracia - Urb. Los Jarales                     |                                   |                                  | Las Rozas |      |
| 11827  | Camilo José Cela - J. Ramón Jiménez           |                                   |                                  | Las Rozas |      |
| 11829  | Camilo José Cela - Severo Ochoa               |                                   |                                  | Las Rozas |      |
| 11831  | Severo Ochoa - Pablo Neruda                   |                                   |                                  | Las Rozas |      |
| 15698  | Castillo Arévalo - Castillo Oropesa           |                                   |                                  | Las Rozas |      |
| 15700  | Castillo Arévalo - Castillo La Mota           |                                   |                                  | Las Rozas |      |
| 09555  | Av. Nuestra Sra. Retamar - Cementerio         |                                   |                                  | Las Rozas |      |
| 06514  | Av. Nuestra Sra. Retamar - Cabo Rufino Lázaro |                                   |                                  | Las Rozas |      |
| 12366  | Av. Nuestra Sra. Retamar - Pza. Concordia     |                                   |                                  | Las Rozas |      |
| 09556  | Comunidad La Rioja - Pza. Francia             |                                   |                                  | Las Rozas |      |
| 06142  | Comunidad La Rioja - Serv. Sociales           |                                   |                                  | Las Rozas |      |
| 18088  | Comunidad Madrid - Burgocentro                |                                   |                                  | Las Rozas |      |
| 06145  | Av. Iglesia - Real                            |                                   |                                  | Las Rozas |      |
| 06146  | Pza. Madrid - Ctra. Coruña                    |                                   | Las Rozas                        | Las Rozas |      |
| 06147  | Ctra. Majadahonda - Biblioteca                |                                   |                                  | Las Rozas |      |
| 11090  | Ctra. M505 - Cerezales                        | N907                              |                                  | Las Rozas |      |
| 06170  | Ctra. A6 - Colonia Veracruz                   | N907                              |                                  | Las Rozas |      |
| 06218  | Ctra. A6 - Urb. Jardín de Las Avenidas        | N907                              |                                  | Las Rozas |      |
| 06268  | Av. Padre Huidobro - P.º Ermita               | N604 N901 N906 N907               |                                  | Madrid    |      |
| 4311   | Padre Huidobro - Carretera de Castilla        | N901 N902 N906 N907               |                                  | Madrid    |      |
| 23     | Estadística - Geografía e Historia            | N31 N602 N604 N901 N902 N906 N907 |                                  | Madrid    |      |
| 1335   | Palacio de La Moncloa                         | N31 N901 N902 N906 N907           |                                  | Madrid    |      |
| 1333   | Escuela Agronómica                            | N31 N602 N604 N901 N902 N906 N907 |                                  | Madrid    |      |
| 2419   | Moncloa (Ejército del Aire)                   | N28 N907                          | Moncloa                          | Madrid    |      |